# جيراردو ألتونا
جيراردو ألتونا (بالإسبانية: Gerardo Altuna)‏ هو لاعب كرة قدم بيروفي في مركز مهاجم ‏، ولد في 7 أبريل 1939 في سان فيسينتي دي كانيتي في بيرو.

## وصلات خارجية
- جيراردو ألتونا على موقع عالم كرة القدم.نت (الإنجليزية)
- جيراردو ألتونا على موقع أوليمبيديا (الإنجليزية)